# 我父我主
《我父我主》（義大利語：Padre padrone）是1977年由塔維亞尼兄弟执导的意大利电影。改编自意大利语言学家兼小说家佳维诺莱达自学成功的真实故事。

## 角色
- Omero Antonutti
- Saverio Marconi
- Marcella Michelangeli
- Nanni Moretti

## 獎項
戛纳电影节: 金棕榈奖、費比西獎。